# District de Song (Malaisie)
Le district de Song (malais : Daerah Song) est un district administratif de l'État malaisien du Sarawak, qui fait partie de la Division de Kapit. La capitale du district est dans la ville de Song.

### Liens connexes
- Districts de Malaisie